# Amiota basdeni
Amiota basdeni este o specie de muște din genul Amiota, familia Drosophilidae, descrisă de Assis-fonseca în anul 1965. Conform Catalogue of Life, specia Amiota basdeni nu are subspecii cunoscute.